# ŽRK Vardar
ŽRK Vardar (WHC Vardar) (makedonsk: ЖРК Вардар) er et makedonsk damehåndboldhold fra Skopje. Holdet er en af det bedste hold i Europa og spiller i Skopso Super Liga pr. 2017 og i damernes EHF Champions League. Kim Rasmussen og Jan Pytlick har været trænere og ass. trænere i klubben. I 2018 besluttede klubben at fokusere på primært unge spillere fra Makedonien, i stedet for internationale top-profiler.

## Spillertruppen 2018-19
| Målvogtere - Simona Grujovska - Jovana Trajkoska - Andrea Ilikj Fløjspillere - Bojana Dinevska - Ivona Trpevska - Keti Angelovska - Sara Minovska - Stefanija Gjeorgievska - Mirjana Petkovska - Iva Jakovchevska Stregspillere - Katerina Damjanoska - Ivana Djatevska | Bagspillere - Milica Nikolikj - Andrea Sedloska - Ana Marija Kolarovska - Marija Gocevska - Marija Galevska - Angela Kostovikj - Angela Grozdanovska - Teodora Gjoshevska - Teodora Stamenkova |

## Resultater
- EHF Champions League:

Sølv: 2016-2017, 2017-2018
Bronze: 2013-2014, 2014-2015, 2015-2016
- Makedonske pokalturnering

Vinder: 1994, 2014, 2015, 2016, 2017, 2018
- Makedonsk mesterskab:

Vinder: 2013, 2014, 2015, 2016, 2017, 2018

## Kendte Spillere
| - Julija Nikolić - Marija Shteriova - Dragana Pecevska - Biljana Crvenkoska - Andrea Beleska - Ivana Sazdovski - Robertina Mečevska - Dragana Petkovska - Sara Ristovska - Mirjeta Bajramoska - Teodora Keramičieva - Ivana Gakidova - Simona Stojanovska - Sara Mitova - Jovana Micevska - Leonida Gičevska - Jovana Sazdovska | - Inna Suslina - Polina Kuznetsova - Tatjana Khmyrova - Olga Chernoivanenko - Nigina Saidova - Ekaterina Kostyukova - Alena Ikhneva - Andrea Lekić - Dragana Cvijić - Marija Petrović - Sanja Damnjanović - Marija Lojpur - Marina Dmitrović - Andrea Klikovac - Jovanka Radičević - Ana Đokić - Itana Grbić | - Allison Pineau - Siraba Dembele - Amandine Leynaud - Alexandra Lacrabère - Andrea Penezić - Andrea Čanađija - Maja Sokać - Barbara Lazović - Tamara Mavsar - Dayane Pires da Rocha - Mayssa Pessoa - Begoña Fernández - Dziyana Ilyina - Anja Althaus - Camilla Herrem |